# Dr.-Johanna-Decker-Schulen Amberg
Die Dr.-Johanna-Decker-Schulen (kurz: DJDS) sind ein privates, staatlich anerkanntes Gymnasium und eine Realschule in Amberg (Bayern). Die Schule wurde 1839 von den Armen Schulschwestern von Unserer Lieben Frau in dem ehemaligen Kloster Sankt Augustinus der Salesianerinnen gegründet. Es handelt sich um die erste höhere Mädchenschule in der Oberpfalz.
Die beiden Schulen sind auch heute noch reine Mädchenschulen (Monoedukation) und werden von rund 750 Schülerinnen besucht (Schuljahr 2023/24). Die Schulen arbeiten unter einer gemeinsamen Schulleitung zusammen, was den Übergang zwischen den Schulen für die Schülerinnen erleichtert.
Die Schule trägt heute den Namen ihrer ehemaligen Schülerin Johanna Decker (1918–1977), die als Missionsärztin in Rhodesien, heute Simbabwe, arbeitete und dort ermordet wurde.
Am 1. Januar 2005 hat die Schulstiftung der Diözese Regensburg die Trägerschaft der Schulen übernommen. Es wird ein monatliches Schulgeld erhoben.

## Gründung der Schule
Mutter Maria Theresia von Jesu Gerhardinger (1797–1879) hat die Kongregation der Armen Schulschwestern 1833 gegründet. Der Orden wuchs innerhalb von zehn Jahren sehr stark an und es wurden mehrere Filialen gegründet. 1843 wurde im Angerkloster in München das Mutterhaus der Kongregation eingerichtet. Von dort aus verbreitete sich der Orden weltweit. Mutter Maria Theresia eröffnete zur Ausbildung ihrer ordenseigenen Lehrerinnen das erste Lehrerinnenseminar in Bayern. 1985 wurde Maria Theresia Gerhardinger seliggesprochen. 1998 wurde ihre Büste in die Walhalla aufgenommen.
Im Jahr 1839, sechs Jahre nach der Ordensgründung, eröffnete Mutter Maria Theresia in Amberg eine höhere Mädchenschule. Dabei hatte sie mit dem Widerstand vieler Bürger zu kämpfen. Mit der Leitung wurde die erst 24-jährige M. Margarita von Cortona Wiedemann beauftragt. Die Schule erwarb sich schnell einen ausgezeichneten Ruf.

## Fächer und besondere Aktivitäten
Das Gymnasium führt innerhalb von acht Jahren zum Abitur (→ verkürzter Bildungsgang – G8).
Die Schülerinnen können am Gymnasium zwischen einem sprachlichen, einem wirtschafts- und sozialwissenschaftlichen und einem naturwissenschaftlich-technologischen Schwerpunkt wählen. An der Realschule gibt es einen wirtschaftskundlichen, einen sprachlichen und einen hauswirtschaftlichen Zweig.
Seit 1994 besteht eine Partnerschaft mit dem Lycée Technique Privé Sainte Anne in Ettelbruck (Luxemburg), einer katholischen Mädchenschule; seit 2014 gibt es eine Partnerschaft mit der Northampton High School, einer britischen privaten Mädchenschule im Girls’ Day School Trust.

## Berühmte Schülerinnen
- Johanna Decker (1918–1977), Missionsärztin
- Mildred Scheel (1931–1985), Ärztin, Gründerin der Deutschen Krebshilfe
- Herta Flor (* 1954), Neuropsychologin
- Gabrielle Scharnitzky (* 1956), Schauspielerin
- Barbara Meier (* 1986), Fotomodell und Mannequin, Gewinnerin bei Germany’s Next Topmodel